# Jan Tesánek
Jan Tesánek (en latin: Joannis Tessanek), né le 9 décembre 1728 à Brandeis an der Elbe et décédé le 22 juin 1788 à Prague est un prêtre jésuite tchèque et un mathématicien et homme de science de renom. 

## Éléments de biographie
Tesánek fit ses études dans un gymnasium de Prague puis à la Faculté de Philosophie de l'Université Charles de Prague. En 1745, il entra chez les jésuites et étudia les mathématiques, la physique et l'astronomie sous la direction de Joseph Stepling, un élève d’Ignatz Mühlwenzel, qui lui fit connaitre les travaux d'Isaac Newton. 
Après avoir terminé les études de philosophie, Tesánek poursuivit des études de théologie en vue du sacerdoce. Il fut ensuite ordonné prêtre et devint professeur de physique à l'Université Charles. Par la suite, il enseigna les mathématiques à l'Université d'Olomouc. Deux ans plus tard, il retourna à Prague pour occuper une chaire de professeur de mathématiques transcendantes à l'Université. 
Il y resta après la suppression de l'Ordre des Jésuites en 1773 et occupa le poste de directeur du département de mathématiques et de physique en 1778. Il est connu pour avoir beaucoup écrit sur la science de son temps, aidant à diffuser dans toute l’Europe la connaissance des conclusions scientifiques. 
Ses connaissances en mathématiques et en physique lui valurent le surnom de Newton tchèque.

## Principaux ouvrages

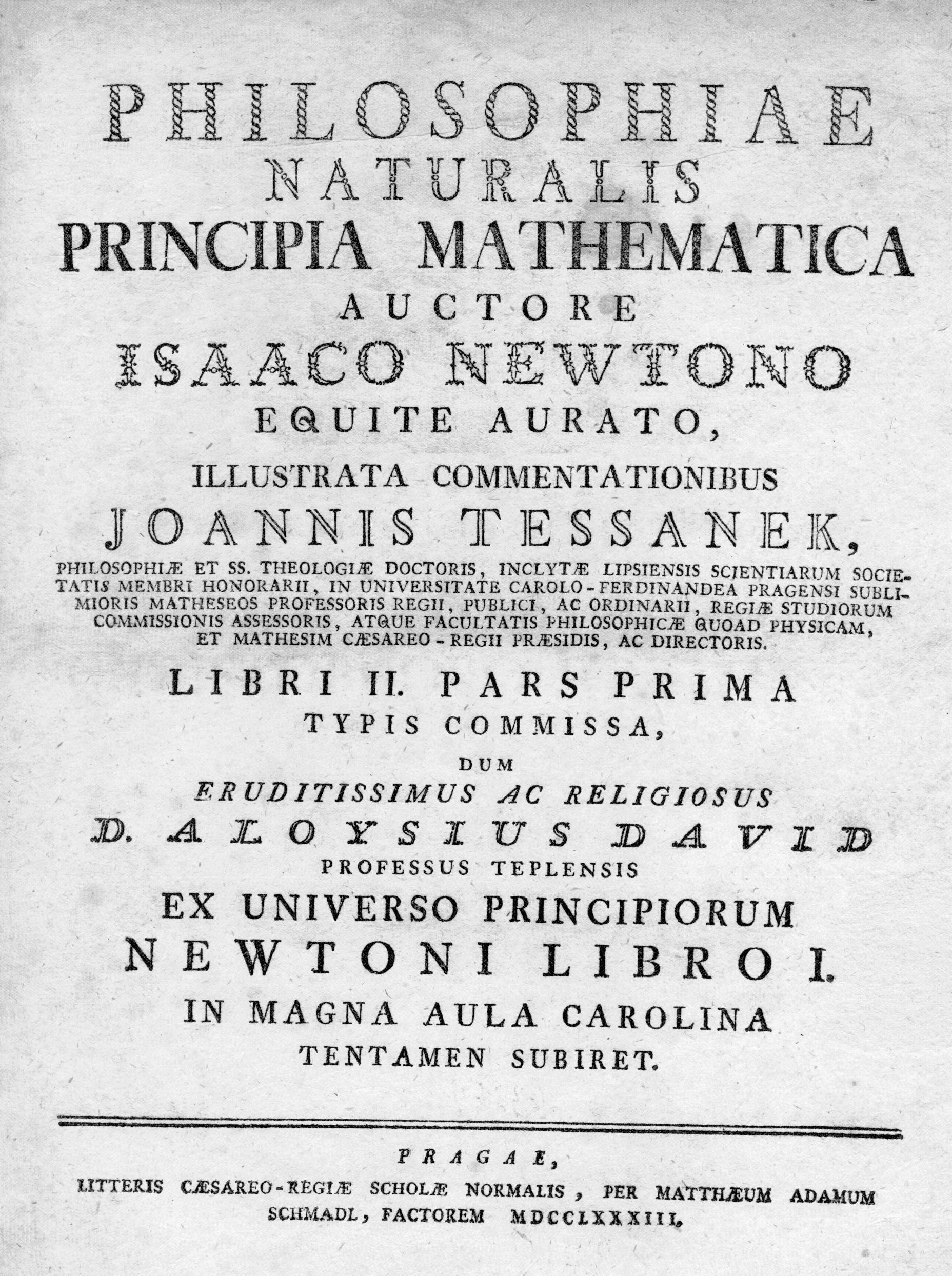
Principia Mathematica.

- Miscellanea mathematica (1764, 1769)
- Sectiones conoidum (1764)
- Pertractatio quorundam modorum quaestiones geometricas resolvendi (1770)
- Pertractatio elementorum calculi integralis (1771)
- Isaaci Newtoni Libri I. principiorum mathematicorum philosophiae naturalis Sect. I-V exposita (1769)
- Betrachtungen über eine Stelle der allgmeinen Arithmetik Isaac Newtons (1784)
- Versuch über einige Stellen in Newtons Principiis (1776)
- Algebraische Behandlung der XII Section des I. Buches des grossen Werkes Newtons (1777)
- Philosophiae naturalis principia mathematica, auctore Isaaco Newtono, illustrata commentationibus potissimum Is. Tesanek et quibusdam in locis commentation ibus veterioribus clarissimorum Thom. Le Sueur et Fried. Jacquier, ex Gallicana Minorum familia Matheseos Professorum aliter propositis (l'ouvrage le plus important de Tesánek, en deux volumes, 1780 et 1785).